# Jamesov klan
Jamesov klan je skupina treh vampirjev, ki nastopajo v knjigah ameriške serije Somrak. Sestavljajo jo James, Victoria in Laurent.

## Člani

### James
James je vodilni vampir izmed trojice. Ima zelo temen značaj, ljudi in živali pa lovi zgolj za šport. Je par z Victorio. Laurent ga je opisal kot zelo vztrajnega vampirja, ki vedno dobi vse, kar si zaželi. Edini človek, ki mu je pobegnil (Alice Cullen), se je kasneje spremenil v vampirko. James je v prvem delu serije Somrak lovil Bello Swan, ki pa mu je pobegnila. V istem delu sta ga ubila Jasper Hale in Emmett Cullen.
Opisan je kot nenavaden, a čeden moški s svetlo rjavo barvo las.
V filmu Somrak je Jamesa upodobil ameriški igralec Cam Gigandet.

### Victoria
Victoria je drugi član Jamesovega klana. V prvi knjigi igra manjšo vlogo: Jamesovo ljubico in pomočnico pri lovljenju Belle. V knjigi Mlada luna skorajda ni omenjena, v tretji knjigi, Mrk pa naredi vojsko iz novorojenih vampirjev, s katero namerava pokončati Bello, vendar ji načrt ne uspe, saj jo takoj pokončajo Cullenovi in volkodlaki.
Opisana je kot rdečelaska.
V filmih Somrak in Mlada luna je njeno vlogo zaigrala ameriška igralka Rachelle Lefevre, pozneje, v Mrku pa ameriška igralka Bryce Dallas Howard.

### Laurent
Laurent je zadnji izmed trojice vampirjev Jamesovega klana. Ko se James in Victoria odločita ubiti Bello, se preseli v Denali, Aljaska, kjer si želi zaživeti vegetarijansko različico vampirskega življenja. Spoprijatelji se z vampirko Irino, članico Denaliskega klana vampirjev. V Mladi luni se vrne nazaj v Forks, kjer namerava ubiti Bello, vendar mu to prepreči volkodlak Jacob Black.
Opisan je kot mož temnih las in olivne polti.
V filmih Somrak in Mlada luna ga je upodobil ameriški igralec Edi Gathegi.

## Pojavi

### Somrak
V Somraku se takrat sedemnajstletna Bella Swan preseli iz Phoenixa (Arizona), kjer je živela s svojo mamo, v svoje rojstno mesto Forks k očetu. Tam spozna privlačnega in skrivnostnega Edwarda Cullena, ki se je najprej izogiba. Potem pa ji Edward s svojimi nadnaravnimi močmi reši življenje. Od Jacoba Blacka sliši legendo, ki pravi, da je družina Cullen vampirska družina. Edward to označi za resnico, doda pa še, da njegova družina in on pijejo le živalsko kri. Posvari jo, da mu njena kri diši bolj, kot kri ostalih ljudi in da ji je zaradi tega še nevarnejši. Vendar pride vmes nekaj, na kar Edward in Bella nikakor nista računala: zaljubita se drug v drugega. Vseeno njuno skupno življenje teče brez zapletov, dokler Bella ne postane tarča vstrajnega zlobnega vampirja Jamesa in njegovih prijateljev Victorie in Laurenta. Cullenovi Bello sicer obvarujejo, vendar ne povsem, saj ubijejo le Jamesa.

### Mlada luna
Mlada luna se prične z Bellinim osemnajstim rojstnim dnevom. Bella ni ravno zadovoljna, saj to pomeni, da je starejša od svojega sedemnajstletnega fanta. Na njeni rojstnodnevni zabavi se Bella ureže v darilni papir. Vsi se lahko zadržijo, le Edwardov brat Jasper postane žejen Belline krvi, vendar ga Edward ustavi. Ta dogodek Edwarda opomne na to, da z njunim razmerjem Bello postavlja v nevarnost. Zato z Bello prekine vse stike, ko se Cullenovi preselijo iz Forksa.
Bella žaluje kak mesec, potem pa se začne družiti z Jacobom. Ta ji priskrbi motor, na katerem se zelo rada vozi. Njuno prijateljstvo postane zelo močno in Jacob se zaljubi v Bello. Potem pa vampir Laurent napade Bello in reši trop ogromnih volkov. Pozneje Bella izve, da so Jacob in njegovi prijatelji volkodlaki in da vampirka Victoria skuša ubiti Bello zato, da bi maščevala Jamesovo smrt.
Da bi Bella slišala Edwardov glas, se je vrgla s skal v morje. Pred gotovo smrtjo jo reši Jacob. Edwarda pa Rosalie obvesti, da je Bella mrtva in zato Edward odpotuje v Volterro (Italija), kjer namerava razjeziti Volturije, da bi ga uničili. Alice se zato vrne v Forks, kamor pride po Bello zato, da bi Edwardu lahko dokazala, da ni mrtva. Edward že skoraj naredi usodno napako, pa zagleda Bello in se zadnji hip ustavi. Odnese jo brez posledic.

### Mrk
V Mrku se nadaljuje drama med Bello in Edwardom. Edward Belli razloži, da je odšel zato, da bi Bello obvaroval pred Victorio in Laurentom. Bella se želi ljubiti in nato spremeniti v vampirko, vendar Edward ni zato, saj meni, da bi jo lahko med ljubljenjem poškodoval in da so vampirji nagnusne prikazni brez duše. Poleg tega pa se Edward lahko ne bi znal več obvladati in bi Bello z lahkoto ubil. Ker pa Belli to veliko pomeni, Edward pristane, vendar se želi prej poročiti.
Vampirka Victoria še vedno želi ubiti Bello, zato ustvari vojsko novorojenih vampirjev, ki se še ne znajo obvladati, so pa zato toliko močnejši. Da bi zatrli to grožnjo, se Cullenovi združijo z delom ameriških volkodlakov, ki ga vodi Jacob Black. Victorio Jacob na koncu uniči, Bella in Edward pa se odločita za njuno zaroko povedati tudi Bellinemu očetu Charlieju.